# Parque de las Palmeras
El parque de las Palmeras, también conocido simplemente como Las Palmeras, es un parque público situado en el centro de la ciudad española de Pontevedra. Es la zona verde más representativa y emblemática del centro de la ciudad, junto con la alameda de Pontevedra.

## Historia
El proyecto decimonónico de ampliación del antiguo campo de San José del arquitecto Alejandro Sesmero, que finalmente no se llevó a cabo, fue la base para el desarrollo de un parque que con el paso de los años se convertiría en el parque de las Palmeras.
En la década de 1870 se proyectó la Gran Vía para unir la alameda de Pontevedra con el antiguo campo de la Feria.
El primer sector que comenzó a configurarse en el nuevo parque corresponde a los actuales jardines de Colón. Estos terrenos formaban parte anteriormente de la huerta del convento de San Domingo, que había sido adquirida por el Ayuntamiento de Pontevedra en 1841 tras la subasta de bienes derivada de la desamortización. A finales del siglo XIX, Alejandro Sesmero diseñó un jardín situado a la entrada de la alameda de Pontevedra donde se plantaron especies exóticas y singulares.
A lo largo del siglo XX, la zona del actual parque de las Palmeras estuvo sometida a continuos cambios, tanto paisajísticos como de los elementos que la componían.
La zona de los actuales jardines de Vincenti fue utilizada para la feria de ganado hasta 1896 y era conocida como el Campo de la Feria. A principios del siglo XX, el teniente de alcalde Andrés Landín fue el promotor del ajardinamiento de este Campo de la Feria, que en un principio fue concebido como una gran plaza dedicada a Eduardo Vincenti Reguera, diputado representante por Pontevedra en las Cortes Españolas desde 1886 hasta 1923. La configuración de esta plaza, que acabó siendo un parque, fue muy lenta.
El 9 de junio de 1902, el jardinero Francisco Pousada Fernández firmó un proyecto con el ayuntamiento para convertir esta plaza de Vincenti en un jardín. Andrés Landín, por su parte, promovió la compra de árboles y plantas para el citado jardín, cuya realización estaba prevista para diciembre de 1902 y enero de 1903.
En 1924 desapareció el circo-teatro de madera autorizado en 1900 por el Ayuntamiento frente al palacete de Villa Pilar y el espacio se convirtió en jardín. En 1929, el estanque que Alejandro Sesmero había ubicado originalmente a la entrada de la Alameda se trasladó al parque de las Palmeras. Más tarde, en 1959, se inauguró el Monumento a los navegantes en el sector oeste de los jardines de Vincenti.

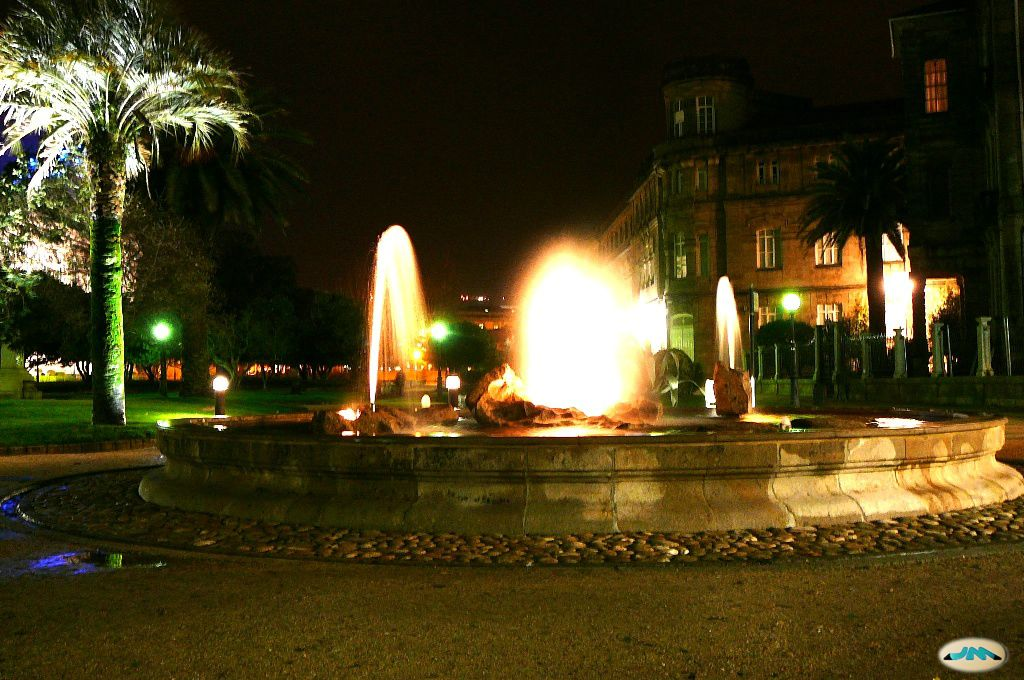
Fuente con surtidores de noche

En la década de 1940 se instalaron en el parque los primeros columpios y en la década de 1950 las primeras pajareras. A principios de la década de 1980, se instalaron en los jardines de Vincenti nuevas pajareras para aves exóticas como pavos reales y grandes jaulas circulares para animales como monos.
En 1985, el parque adoptó su aspecto actual tras una última reforma. Según el proyecto, los jardines se transformaron en un parque de estilo inglés con grandes zonas abiertas, y gran parte de la vegetación se sustituyó por césped delimitado por pequeños bordes de granito.
En 2007 se eliminaron las pajareras y jaulas que llevaban años vacías y se sustituyeron por la ampliación de la zona de juegos infantiles. También desaparecieron los patos del estanque de los patos situado en uno de los extremos del parque.
En 2007 se instaló además un nuevo sistema de iluminación para realzar 43 árboles mediante 50 focos empotrados en el suelo, que proporcionan luz vertical y resaltan especialmente los tres cedros del Líbano declarados árboles singulares por la Xunta de Galicia, así como las palmeras del paseo central del parque.

## Descripción
El parque tiene una superficie aproximada de 23 000 m². Limita al norte con los grandes edificios oficiales de la Gran Vía de Montero Ríos, al oeste con la avenida de la Reina Victoria, al sur con la Delegación Provincial del Ministerio de Defensa y al este con la calle Marqués de Riestra, donde se encuentra el palacete de Villa Pilar.
El parque de las Palmeras incluye un paseo central flanqueado por palmeras, los jardines de Vincenti y los jardines de Colón.
En la zona central del parque hay un paseo flanqueado por altas palmeras canarias que discurre en línea recta desde la calle del General Gutiérrez Mellado hasta la avenida de la Reina Victoria Eugenia. Alrededor de este paseo central se encuentran los jardines de Vincenti y, un poco más al norte, los Jardines de Colón, que rodean tres grandes edificios oficiales del siglo XIX cuyas fachadas dan a la Gran Vía de Montero Ríos: el edificio del Instituto de Enseñanza Secundaria Valle-Inclán, inaugurado en 1927, el palacio de la Diputación de Pontevedra, inaugurado en 1890, y el edificio de la Escuela Normal y Escuela de Artes y Oficios (actual edificio administrativo de la Diputación Provincial), inaugurado en 1901.

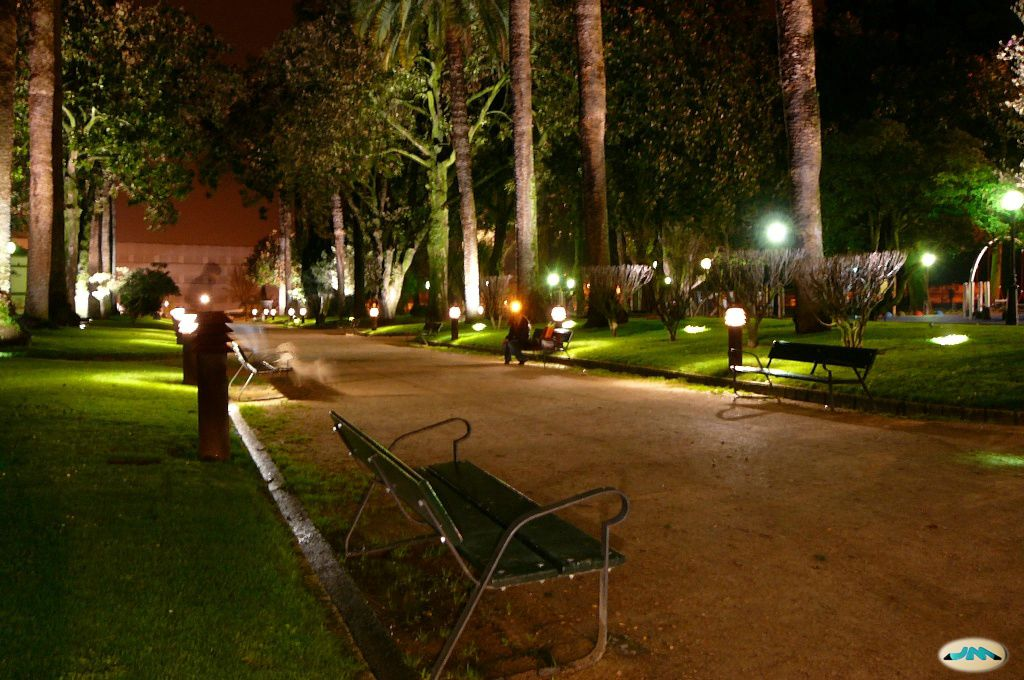
Paseo central de noche

Los jardines de Vincenti tienen dos ejes que los dividen en cuatro sectores: el paseo de las Palmeras (oeste-este) y el paseo originalmente flanqueado por magnolios, que comunica el Palacio de la Diputación de Pontevedra con la antigua escuela (actual Delegación Provincial de Defensa) (norte-sur). Los jardines, bordeados de pequeños senderos, están poblados por diversas especies de árboles de flor, como magnolios y camelias. Otros árboles notables son los cedros del Líbano, el cedro del Himalaya, el acebo y los tejos de Umbría.
Los jardines de Colón tienen pequeños estanques de mármol con estatuas de bronce de querubines en su interior. La estatua de mármol blanco de Cristóbal Colón, que da nombre a los jardines, fue realizada por Juan Sanmartín y Senra. Fue trasladada en 1892 al pazo de Lourizán e instalada en los jardines del parque en 1959.
En el extremo oriental del paseo central de las Palmeras hay un estanque de granito llamado popularmente El Pilón con media roca redonda con orificios irregulares y surtidores de agua en su interior. Cerca de la avenida de la Reina Victoria Eugenia hay un estanque conocido popularmente como el estanque de los Patos. Alberga casitas en miniatura y fue renovado en 2016. Al norte del paseo de las Palmeras hay un parque infantil con toboganes, columpios y otros juegos.
En el extremo oeste del parque, detrás del edificio administrativo de la Diputación de Pontevedra, se encuentra el monumento a los navegantes, inaugurado en 1959. El desnivel hacia la avenida de la Reina Victoria está separado del parque por una balaustrada desde la que se divisa el mar y la ría de Pontevedra. Al sur, cerrando la zona ajardinada, se construyó entre 1889 y 1892 el edificio que actualmente alberga la Delegación Provincial del Ministerio de Defensa (antigua escuela de enseñanza primaria). Muy cerca de este edificio está ublicada la escultura Flecha realizada por el escultor Silverio Rivas y que fue instalada en el parque en 1989.
En el extremo sureste del parque se encuentra el emblemático café Blanco y Negro (que sustituyó en su momento al café Las Navas), uno de los más antiguos de Pontevedra, fundado en 1944, y que obtuvo la concesión para instalar su famosa terraza anexa al parque en 1950. En el extremo suroeste del parque hay un palomar circular decorado con un fresco, reformado en 2017.

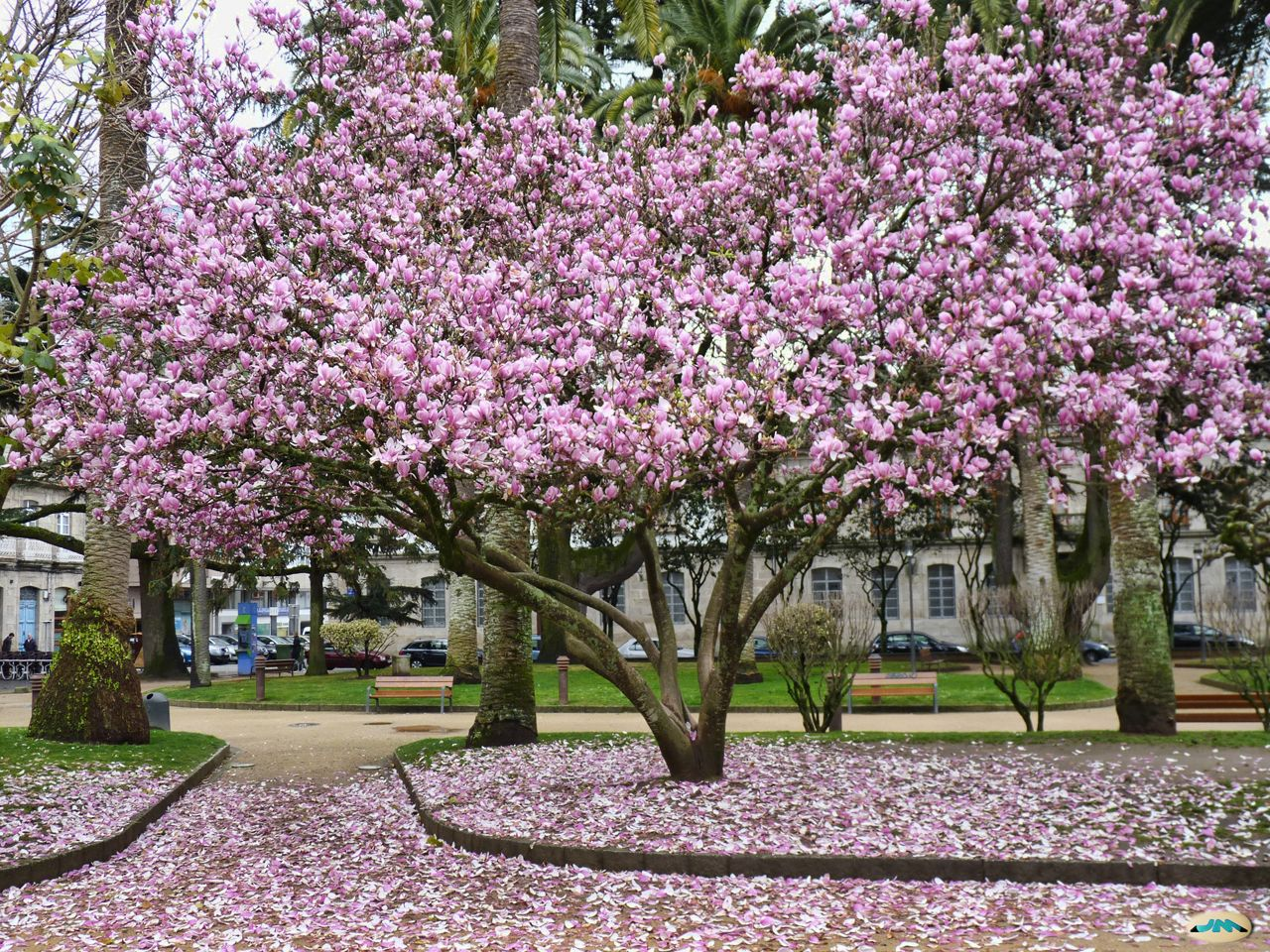
Magnolia
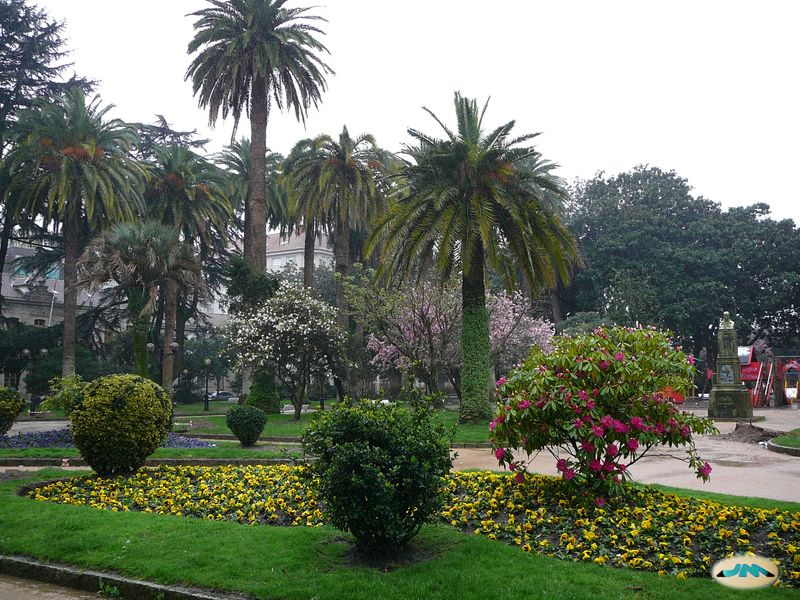
Jardines de Vincenti
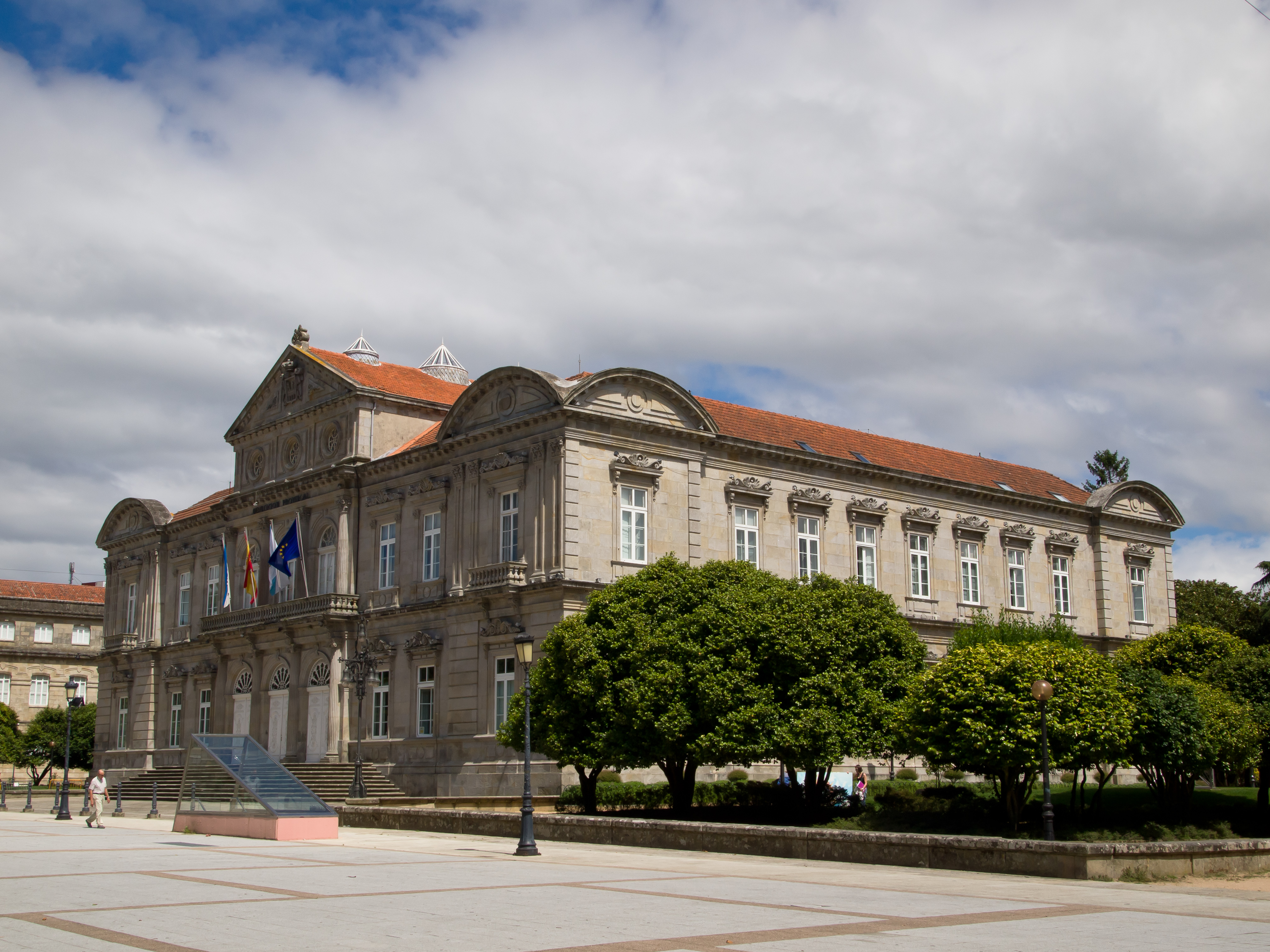
Palacio de la Diputación de Pontevedra
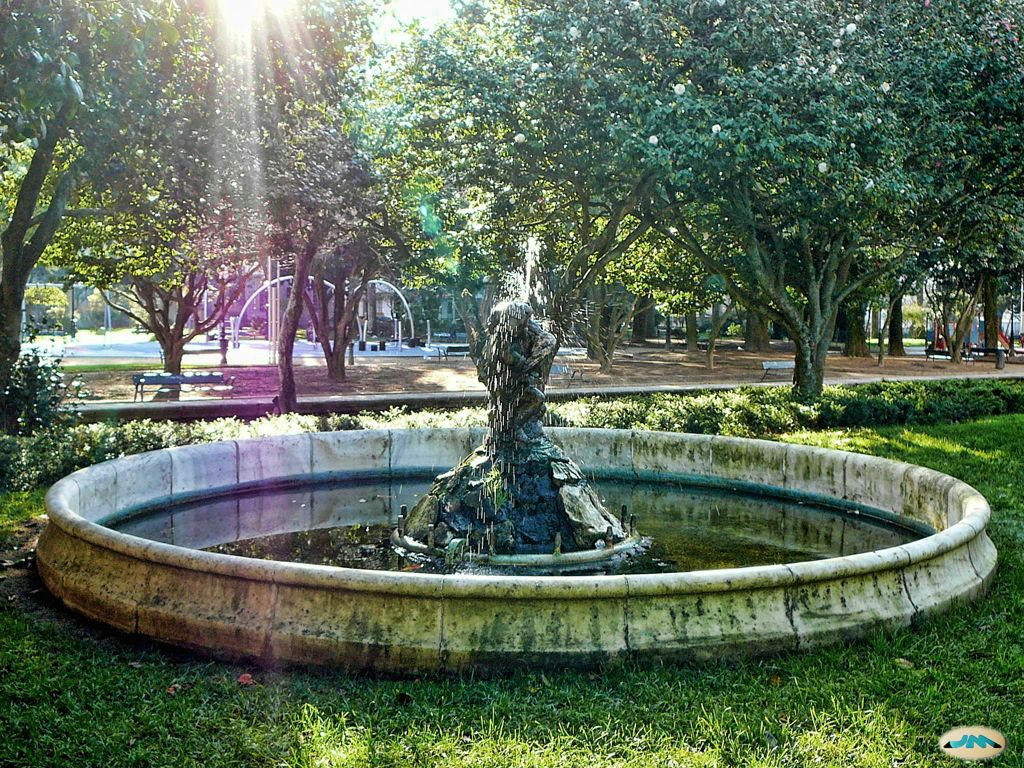
Estanque
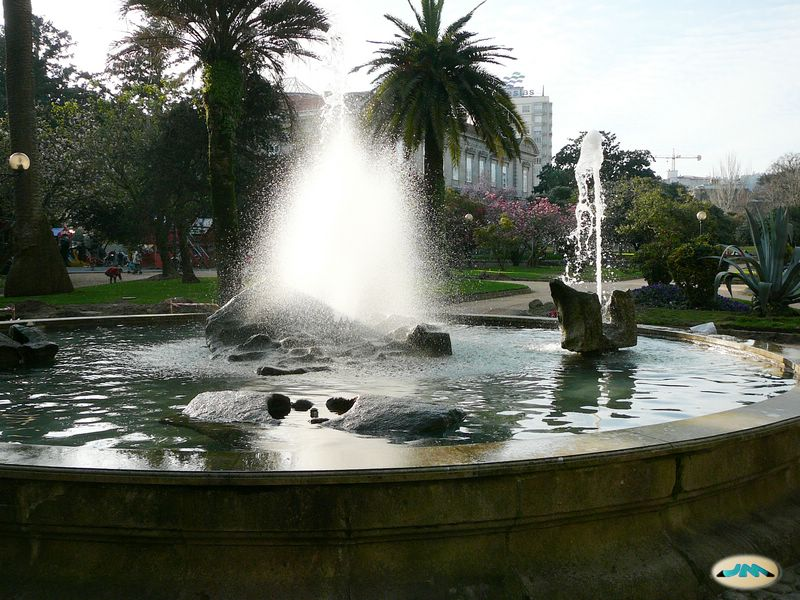
Fuente llamada popularmente El Pilón
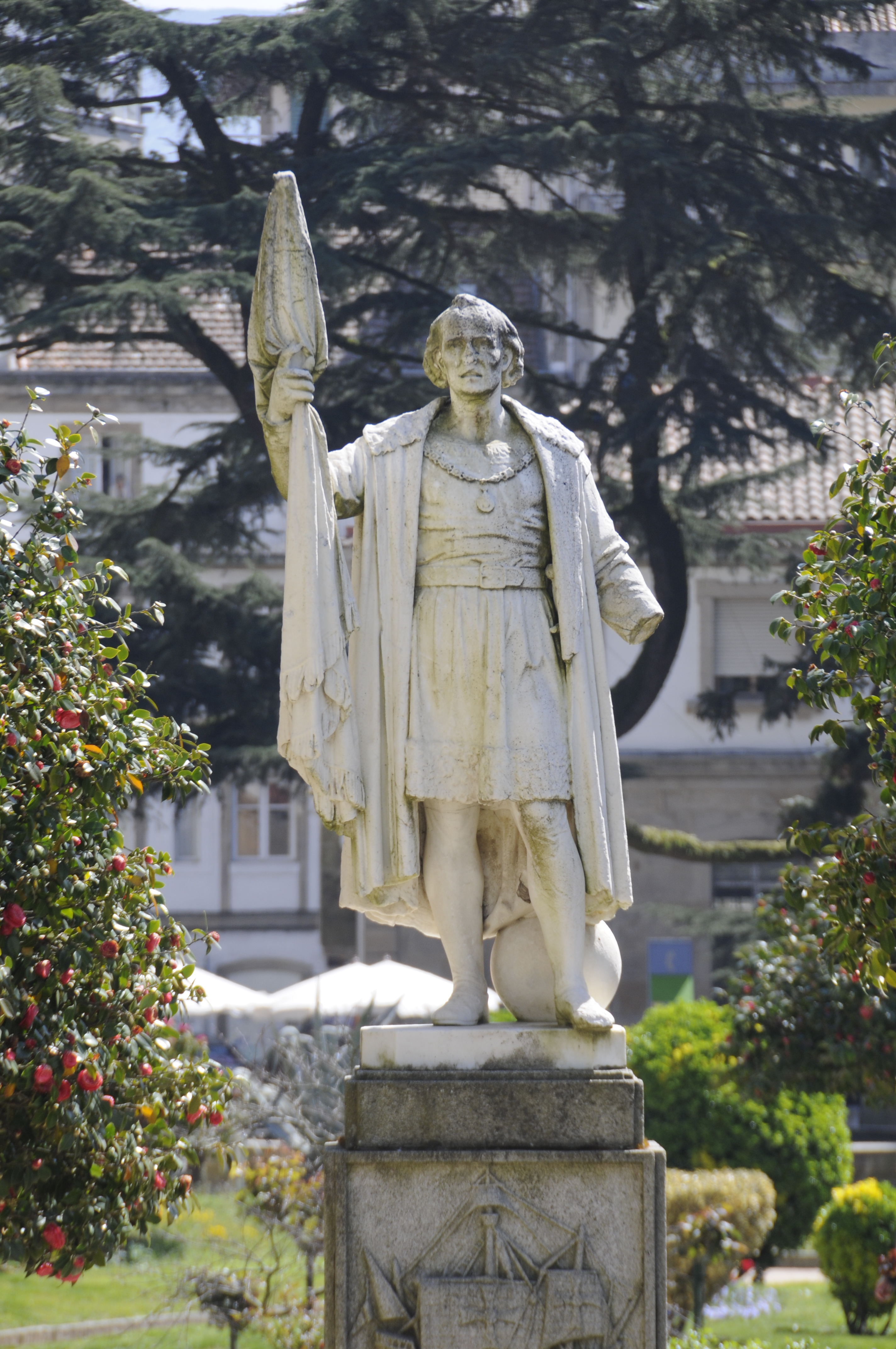
Estatua de Colón
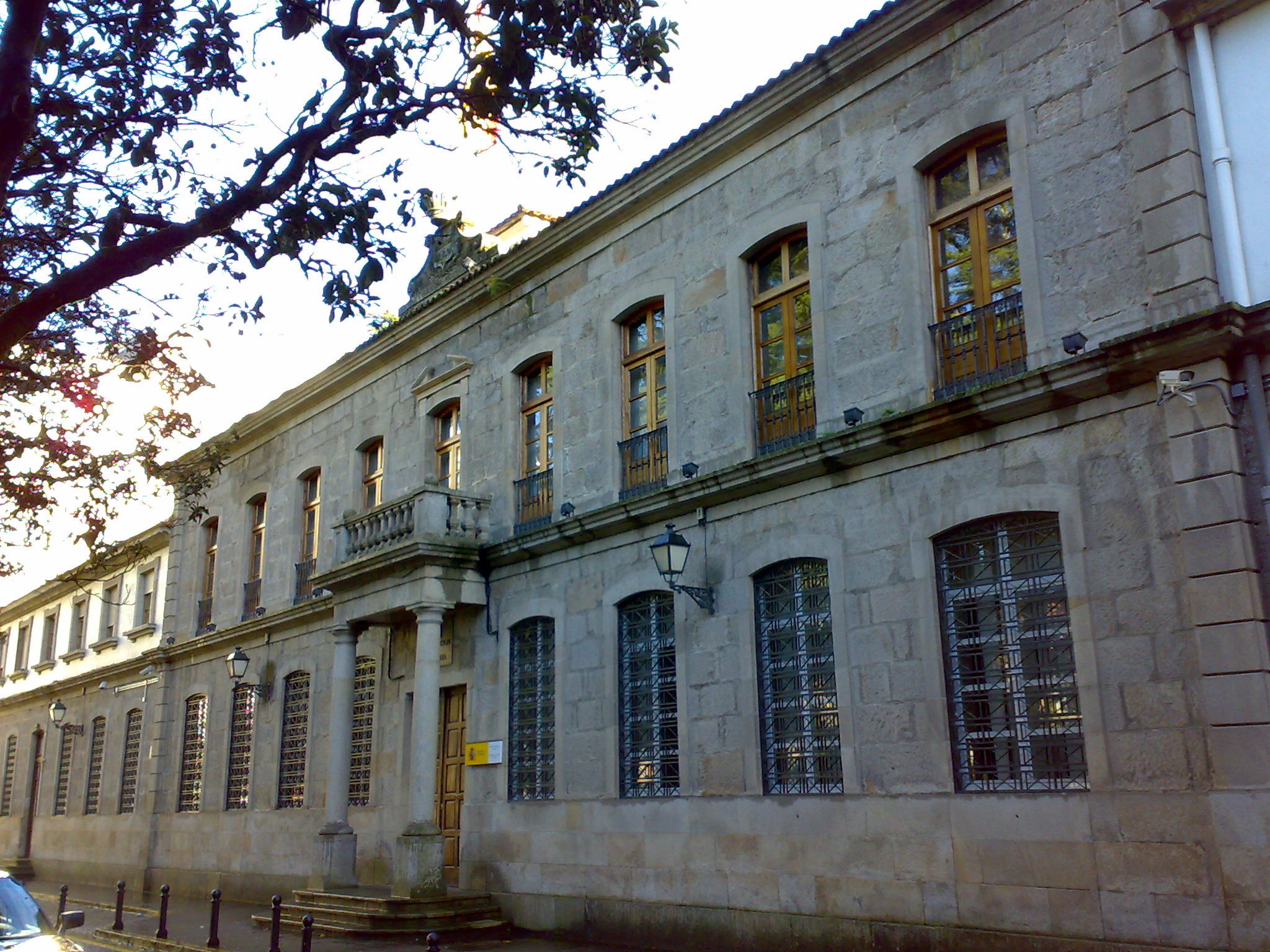
Delegación Provincial de Defensa
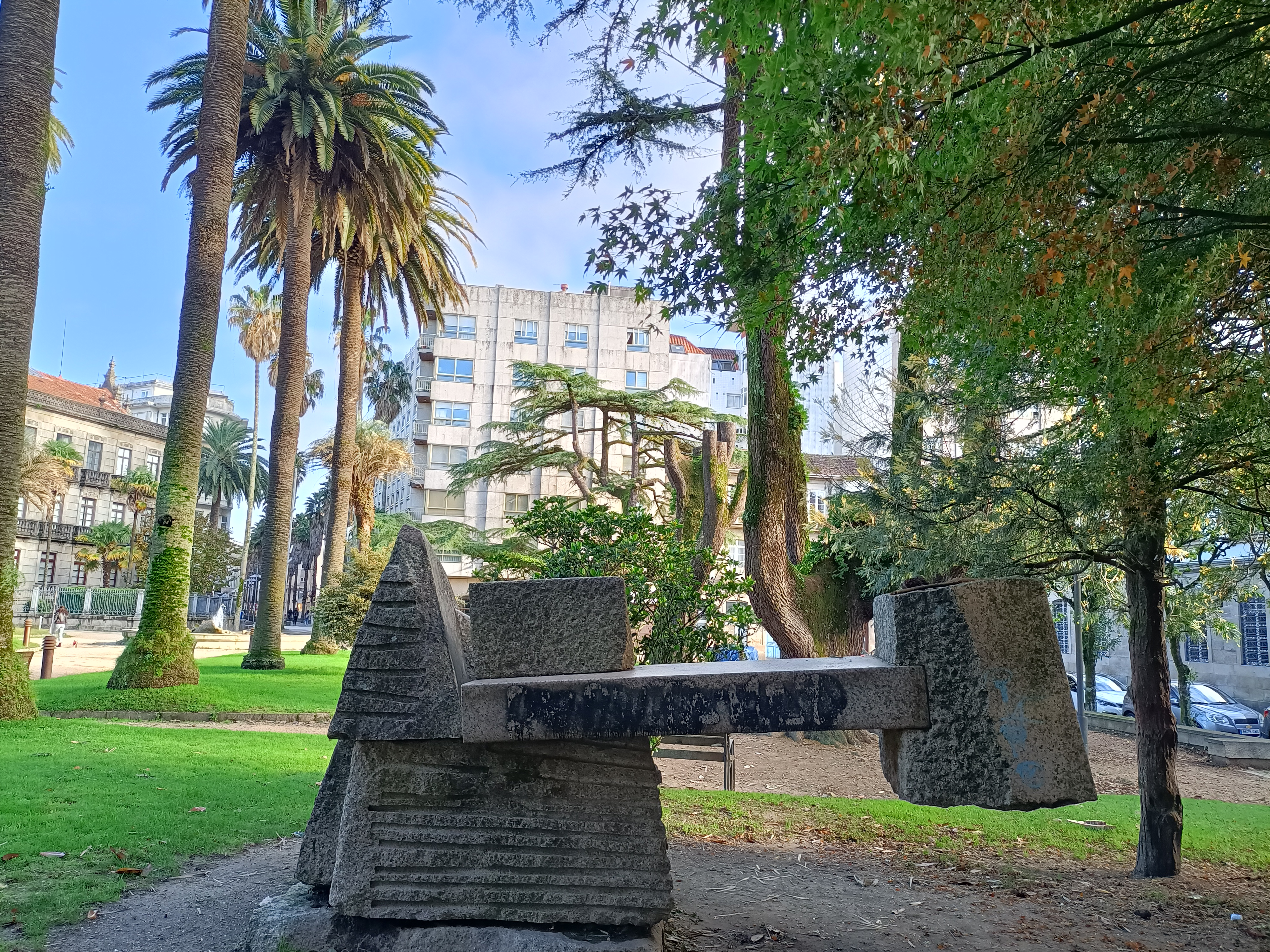
Escultura Flecha (1988) de Silverio Rivas
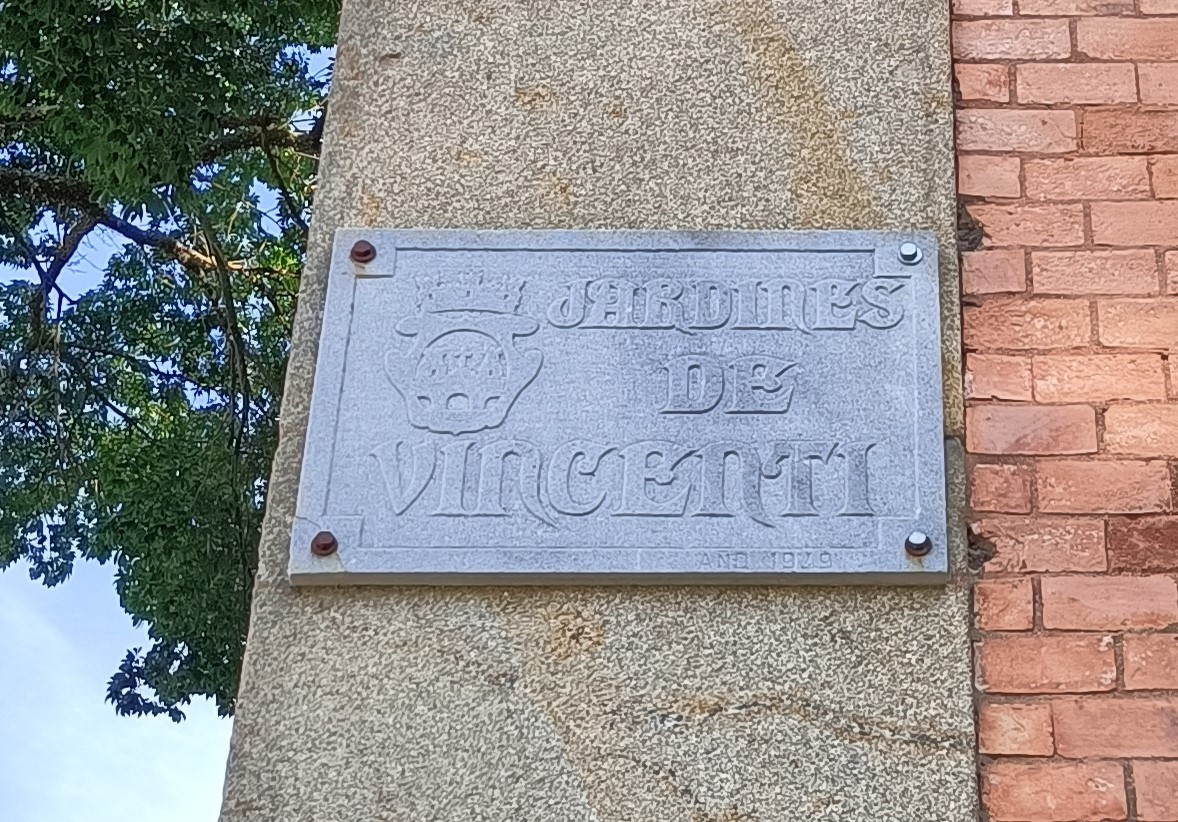
Placa de 1929 en los Jardines de Vincenti